# Брибир (Хърватско приморие)
Вижте пояснителната страница за други значения на Брибир.
Брибир (на хърватски: Bribir) е село в западна Хърватия, Приморско-горанска жупания, Винодолска община. Разположено е само на 5 км от адриатическото крайбрежие.

## Население
През 2011 г. Брибир има население от 1695 души.